# Мареничі
Про музичний колектив див. Тріо Маренич.
Маре́ничі — село в Україні, у Великосорочинській сільській громаді Миргородського району Полтавської області. Населення становить 224 осіб. Колишній орган місцевого самоврядування — Солонцівська сільська рада.

## Географія
Село Мареничі знаходиться за 4 км від правого берега річки Псел, вище за течією на відстані 7 км розташоване село Великі Сорочинці, нижче за течією на відстані 1,5 км розташоване село Лейків (зняте з обліку). До села примикає великий лісовий масив.

## Історія
Шаблон:Людмила Розсоха "Села і хутори Миргородщини XVII-XX століть"
Мареничі, село, Солонцівської сільської ради, за 7 км на південь від села Великі Сорочинці.
- 1781 р. козаки Мареничі мали хутір (одну хату козаків-підпомічників) у Сорочинській сотні Миргородського полку. Їхні нащадки — дворяни Мареничі наприкінці XVIII — на початку ХІХст. мали підданих у Сорочинцях і в навколишніх хуторах.
- 1883 р. Мареничів хутір входив до Сорочинської волості, мав 8 дворів (Із них 7 козацьких), 9 хат, 25 осіб чоловічої статі, 21 жіночої.
- 1900 р. зафіксовано назву хутір Маренича.

З 1911 р. в селі діяло початкове народне училище, 1919 р. це була двокомплектна нижчепочаткова школа.
- 1926 р. це село Солонцівської сільської ради, 117 господарств, 514 жителів. У 30-х рр. село Мареничі входило до колгоспу Імені Петровського. Під час німецької окупації 1941—1943 рр. у селі було спалено 81 двір. У післявоєнний час село входило до Солонцівської сільської ради.
- 1980 р. в селі налічувалося 172 двори, 362 жителі;
- 1993 р. — 132 двори, 261 житель;
- 2006 р. — 152 двори, 184 жителі.

## Мікротопоніми
В селі вирізняють цілий ряд кутків, назви яких дотепно відображують колорит місцевості:
- Голубівщина,
- Новоселівка,
- Гетьмани,
- Чумаківщина,
- Северини,
- Шляпаторівка,
- Трушеве,
- Гузнянка,
- Вибиванці,
- Борисенки,
- Колодчине,
- Шкурків Острів,
- Біла Глина
- Мухувате

Назви кутків говорять про навколишні хутори, які припинили існування під час насильницької колективізації і чиї назви збігаються з вказаними в книзі Л. О. Розсохи «Села і хутори Миргородщини XXII—XX століть». так зокрема Гетьмани (Гатмани) — це очевидно Гетьманів хутір, який входив до Сорочинської волості і знаходився між Сорочинцями та Мареничевим хутором. В останні роки колгоспного устрою там було облаштовано скотомогильник. Так було сплюндровано мальовниче місце, яке незважаючи на це зберегло свою природну привабливість. Місцевість біля нього має назву Мухуватого, а з другого боку — Малого Мухуватого. Колись це була мальовнича система озер, які тягнулися до самого Псла. Згадується у старожилів також і Сисюків хутір, де жили одні з найміцніших господарів і родичів багатьом Мареничам — Сисюки. Рід, як і багато інших, таких як Лені і Мареничі був розгромлений в роки колективізації.
Також існує і по сей день Чумаківщина, у яку подорожній відразу попадає після в'їзду в сучасні Мареничі. Хутір Борисенки знаходився на Баранівській дорозі, яка йшла з Миргорода на Баранівку саме через Мареничів хутір.
Традиційно своєю територією мареничани вважають гору Печереву та Пологи, звідки в часи колективізації були зігнані селяни. В останньому хуторі знаходилася економія пана Гудовича. Залишки будівель уже неможливо знайти, однак вони траплялися ще у 70 роках ХХ століття. Остання будівля знаходилася між Мухуватим, Мареничами та Гетьманами, використовувалася як пташник та була розібрана в 1970-х роках.
Печерева гора (Печереєва, Печерії) знаходиться якраз між Мареничами та Бесарабами і смт. Гоголеве і була місцем проживання заможних козаків, які були переселені або репресовані в роки колективізації. Понині там збереглися сади, насаджені колись її жителями.

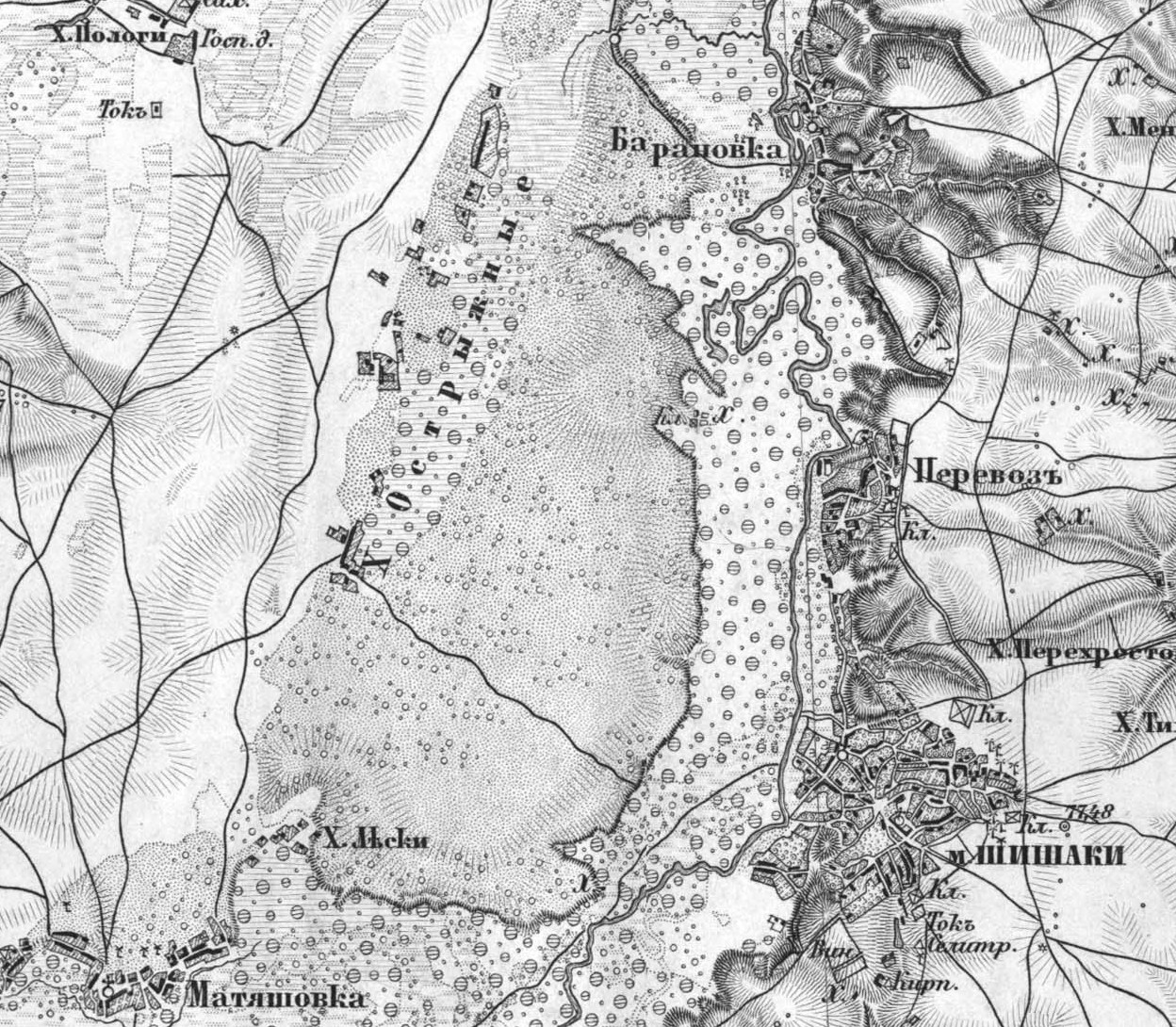
Триверстова мапа, ХІХст. Масштаб 1см = 1260 м.

Між Мареничами і Великими Сорочинцями існував невеличкий хутір, де селилися люди з конфліктним для влади минулим — Каторга. Тепер там ліс. Цікаво, що ще в 80-90-х роках ХХ ст. по лівому берегу р. Псел старі люди не визнавали назви Мареничі або навіть не знали її, використовуючи назву Остріжнє, яка пішла від першого контингенту поселенців — острожників. Хоча в метриках старших поколінь значиться хутір Мареничів, який знаходився біля Остріжнього, з другого боку якого прилягав Лейків хутір. Помилково вважають Остріжнє і Лейків хутір одним і тим же населеним пунктом, проте це не так — Лейків, Мареничів, Борисенків хутори та Остріжнє — цілком окремі поселення за прізвищами та контингентом поселенців.
Перші згадки про носіїв прізвища Маренич знайдено в « Компуті всего полку Миргородского старшины значкового товариства старшины сотенной атамані и казаков рядовых зреведованных року 1723», який було наведено в книзі професора Г. К. Швидько «Компут і ревізія Миргородського полку» (2004).
Засновником же хутора, очевидно, слід вважати Артема Маренича, відомості про якого знаходимо в книзі «Неурядова старшина Гетьманщини» (2009) : "Маренич N — козак Сорочинської сотні Миргородського полку (? — 1779), абшитований значковий товариш (1779.22.04. — ?). Маренич Артем (1763 — ?) — син значкового товариша, службу розпочав з 18 травня 1778 р. копіїстом, канцелярист полковий (з 26 лютого 1781), сотенний отаман (з 9 грудня 1781), значковий товариш Миргородського полку (з 24 листопада 1782). Володів хутором в Сорочинській сотні.
Побутують легенди, що навколо села є закопані скарби, які залишили одні з найжорстокіших в старі часи розбійники Квіточки, зокрема в урочищі Вишневе. Але судячи з усього це тільки легенди, оскільки навіть старожили сперечаються де саме знаходиться Вишневе.
Збереглися по сей день слова, які вживаються виключно в Мареничах і не зустрічаються ніде. Очевидно, що кров перших мареничан-острожників передалась і потомкам. Такими словами є «обметиця» — людина, що ходить без діла, «заманисрака» — непрошений гість або той, хто зловживає гостинністю, «пердипляшка» — несерйозна або неохайна людина, «воряки» — недбало зроблена або стара загорожа, паркан.
В селі бурхливо відзначаються Різдвяні і Великодні свята, але особливо колоритно — празник Івана Купала. Щороку 9 травня відбувається мітинг в пам'ять загиблих у роки НРВ мареничан. Пам'ятна плита найбільше заповнена прізвищами Маренич, Шульженко, Шпак, Заріцький, Тимошенко. Стараннями односельчан діє сільський клуб і бібліотека.
На початку колективізації багато хто роз'їхався по території тодішнього Радянського Союзу, особливо на Амур і Алтай.
Історія назви походить від прізвища Маренич і закріпилася за селом в післяреволюційний період. Відомо, що територію від старовинного села Матяшівка й до старовинних Великих Сорочинець колись «контролювали» Квіточки, згодом вислані в Сибір за вбивство сорочинського попа. Один з односельців, який ходив на заробітки, потім випадково набрів на їх садибу в Сибіру й саме через те, що виявився земляком залишився живим. Саме з Квіточками й пов'язані легенди про скарби.

## Природа
Село розташоване в мальовничій місцевості, далеко від промислових об'єктів, має чудові можливості для зеленого туризму, полювання, збору лісових ягід, горіхів, грибів. З трьох боків воно оточене лісом, із західного боку знаходиться луг — Пологи та значна заболочена територія — Руда, поєднуючи таким чином, лісову і степову місцевість. В будь-яку пору року на вулицях села немає грязюки, оскільки розташоване воно на досить родючих супіщаних ґрунтах. Виняток складає лише Гузнянка, розміщена на потужних чорноземах. В дощову погоду дороги на Гузнянці перетворюються на болото, земля прилипає до ніг («грязно як у гузні») що й дало назву кутку. Мареничі — одне з улюблених місць відпочинку для населення всієї округи.

## Односельці
- Павлик Ларіон Макарович, 1908 р. н., с. Мареничі Миргородського р-ну Полтавської обл., українець, із селян, освіта початкова. Червоноармієць. Заарештований 31 травня 1942 р. Засуджений Військовим трибуналом 218-ї стрілецької дивізії 10 червня 1942 р. за ст. 54-10 ч. 2 КК УРСР до 10 років позбавлення волі. Реабілітований Військовим трибуналом КВО 21 березня 1991 р.[1]
- Шульженко Петро Федорович — голова міста Саров (Росія), підтримав путінську агресію проти своєї Батьківщини.